# Johan Gadolin
Johan Gadolin (Turku,  Finlandia, 5 de junio de 1760 - 15 de agosto de 1852) fue un químico, físico y mineralogista finés. Fue el descubridor del elemento químico itrio. Además de ese descubrimiento, fue el fundador de la investigación química finesa, como el segundo titular de la cátedra de química, establecida en 1761, habiendo sido su primer titular Pehr Adrian Gadd (4 de abril de 1727-11 de agosto de 1797).

## Química
Gadolin se dio a conocer al ser el primero en descubrir un elemento de los metales raros. En 1792 recibió una muestra de un mineral negro pesado que se encontró en una mina de la aldea sueca de Ytterby cerca de Estocolmo. Con este mineral realizó una serie de experimentos consiguiendo aislar un óxido que denominó yttria. En esa misma investigación aisló el trióxido de itrio. La Yttria, u óxido de itrio, era el primer compuesto conocido de las tierras raras en aquel momento siendo el trabajo publicado en 1794.
El mineral que fue objeto de la experimentación por Gadolin se denominó gadolinita en 1800. El óxido del gadolinio fue denominado gadolinia en su honor.
En 1788 Gadolin demostró que un mismo elemento puede mostrar varios estados de oxidación, como en el caso del Sn (II) y el Sn (IV). Describió la dismutación en la reacción 2 Sn (II) = Sn(0) + Sn (IV).
En 1797 fue nombrado profesor de química en la Real academia de Åbo, siendo uno de los primeros químicos que hicieron ejercicios en el laboratorio a los estudiantes e incluso permitió que los estudiantes utilizaran su laboratorio privado. Gadolin escribió el primer libro de textos anti-flogisto de la química en los países nórdicos.